# Billy Mitchell (General)

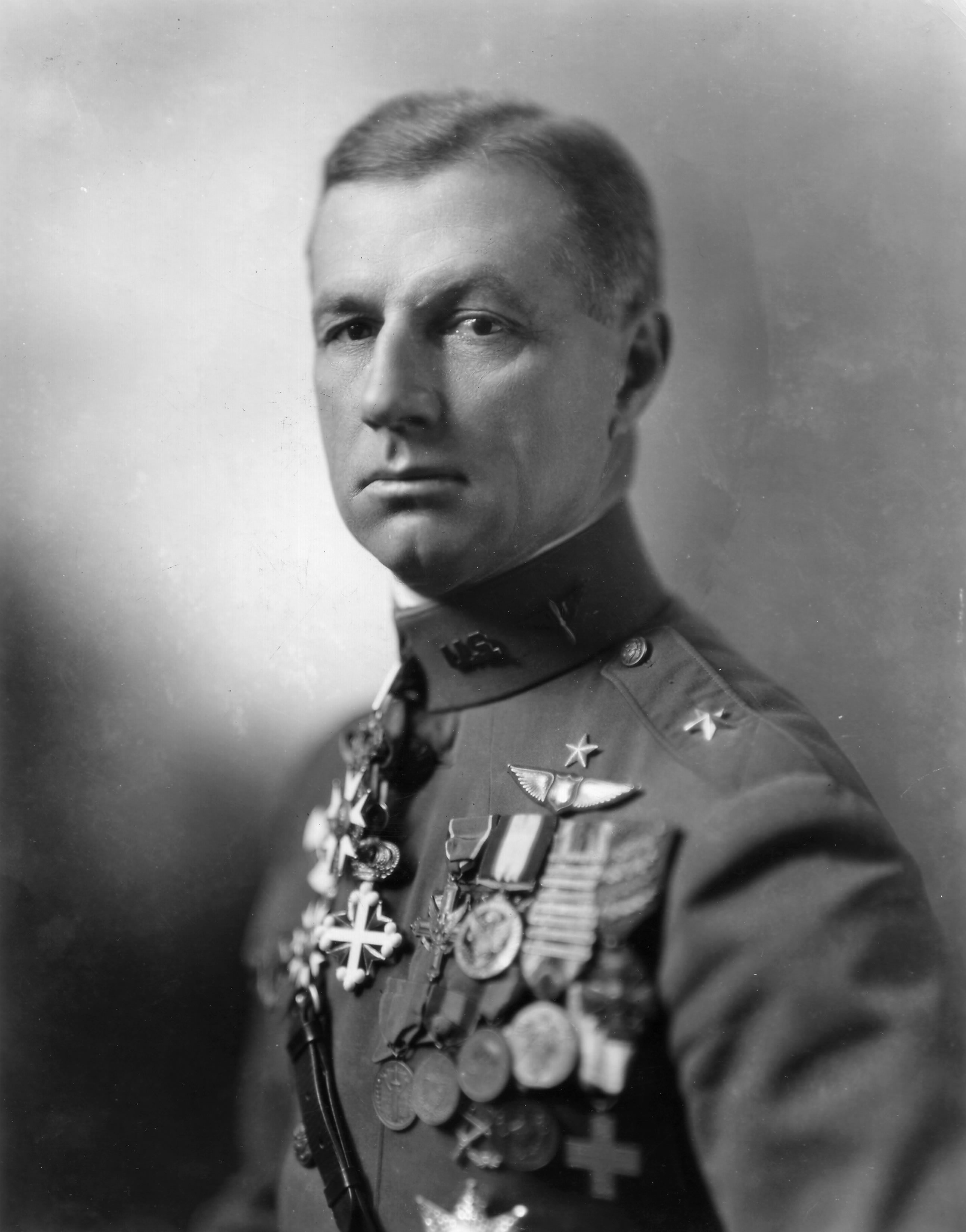
Billy Mitchell, 1920er Jahre

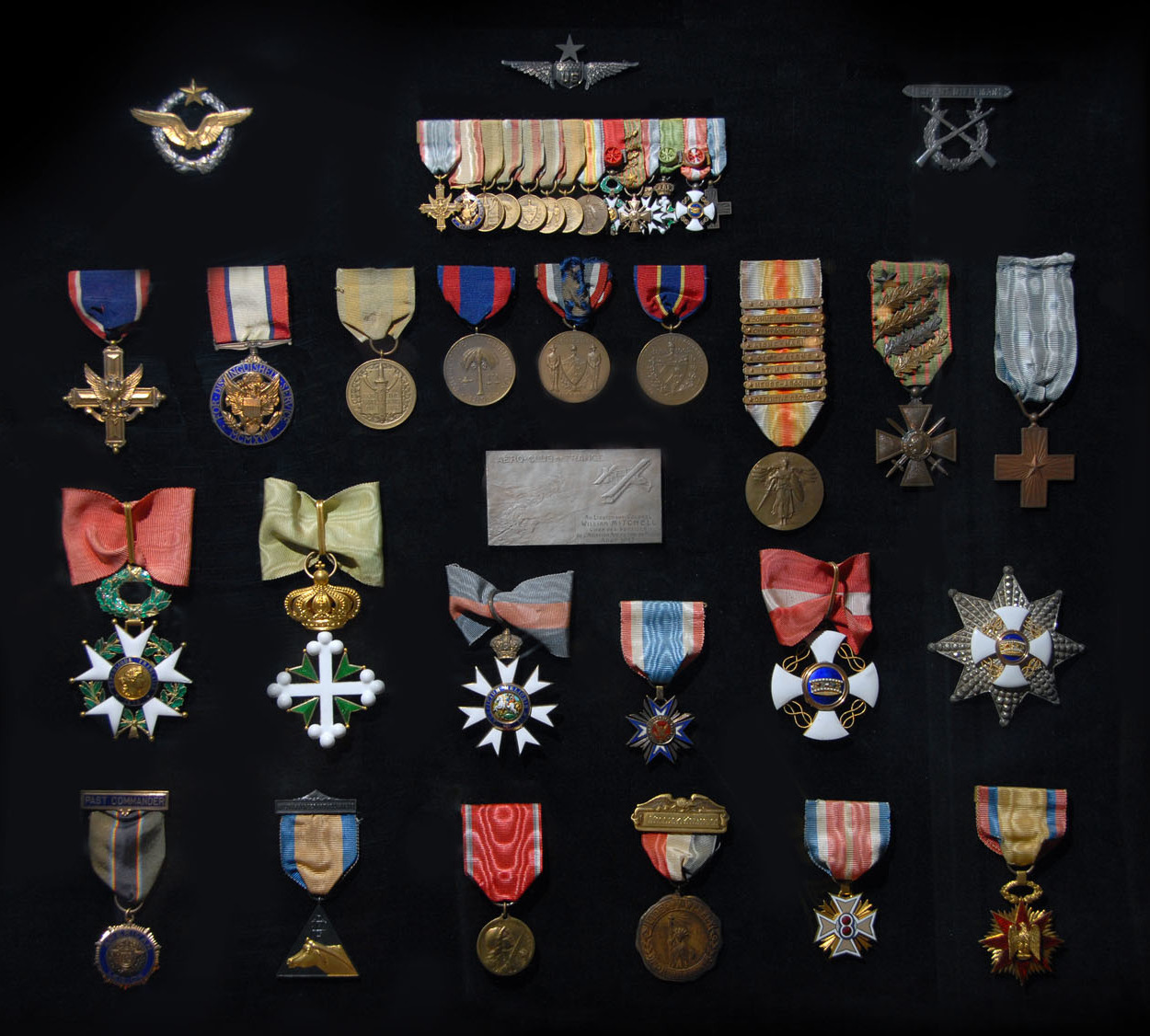
Mitchells Orden im National Museum of the US Air Force

William Lendrum „Billy“ Mitchell (* 29. Dezember 1879 in Nizza; † 19. Februar 1936 in New York City) war ein US-amerikanischer Generalmajor. Billy Mitchell gilt als der Vater der United States Air Force. Er ist eine der berühmtesten und umstrittensten Figuren in der Geschichte der militärischen Luftfahrt der Vereinigten Staaten.

## Familie und Anfang der Militärlaufbahn
Sein Vater war der Politiker der Demokratischen Partei John L. Mitchell, der den Bundesstaat Wisconsin u. a. in beiden Kammern des Kongresses vertrat.
Mitchell wurde an der Columbian University (später umbenannt in George Washington University) in Washington, D.C., angenommen. Er brach das Studium jedoch zunächst ab um im Spanisch-Amerikanischen Krieg  als Soldat zu dienen. Schließlich machte er doch vorher seinen Abschluss. Er trat 1897 mit 18 Jahren als Gefreiter in die US-Army ein. Mitchell wurde kurz darauf dem Kommando von Brigadegeneral Arthur MacArthur auf den Philippinen zugeteilt. Mitchell nahm am Ende des Spanisch-Amerikanischen Krieges und während Philippinisch-Amerikanischen Krieges an Operationen gegen philippinische Aufständische in Nord- und Mittelluzon teil.
Dank des Einflusses seines Vaters wurde er nach dem Einsatz auf den Philippinen schnell Offizier und trat in das U.S. Army Signal Corps ein. Von 1900 bis 1904 war Mitchell als Leutnant des Signalkorps im Distrikt Alaska stationiert. Am 26. Mai 1900 bewilligte der Kongress der Vereinigten Staaten 450.000 Dollar, um ein Kommunikationssystem einzurichten, das die vielen isolierten und weit voneinander entfernten Außenposten der US-Armee und die zivilen Goldgräberlager in Alaska telegrafisch miteinander verbinden sollte. Zusammen mit Captain George C. Brunnell beaufsichtigte Leutnant Mitchell den Bau des Washington-Alaska Military Cable and Telegraph System. Bereits 1906 sagte er als Ausbilder an der Signalschule der Armee in Fort Leavenworth voraus, dass künftige Konflikte in der Luft und nicht am Boden ausgetragen würden.
Im Jahr 1908 beobachtete Mitchell als junger Offizier des Signal Corps die Flugvorführung von Orville Wright in Fort Myer, Virginia. Mitchell nahm kurz darauf erstmals Flugunterricht an der Curtiss Flying School in Newport News in Virginia.
Im März 1912 besuchte er die Schlachtfelder des Russisch-Japanischen Krieges und kam zu dem Schluss, dass ein Krieg mit Japan eines Tages unvermeidlich sei. Kurz darauf wurde Mitchell als einer von 21 Offizieren in den Generalstab berufen. Mit 32 Jahren war er damals das jüngste Mitglied des Generalstabs. Im August 1913 nahm er an einer Anhörung der Legislative teil, bei der ein Gesetzentwurf zur Ausgliederung der Heeresfliegerei aus dem Signal Corps erörtert wurde, und sprach sich gegen den Entwurf aus. Als einziger Offizier des Signal Corps im Generalstab wurde er im Mai 1916 zum vorübergehenden Leiter der Luftfahrtabteilung des U.S. Signal Corps ernannt, als deren Leiter wegen Fehlverhaltens in der Abteilung gerügt und seines Amtes enthoben wurde. Mitchell leitete die Abteilung, bis der neue Leiter, Oberstleutnant George O. Squier, von seiner Tätigkeit als Attaché in London zurückkehrte und er dann dessen ständiger Assistent wurde. Im Juni 1912 nahm er erneut privaten Flugunterricht für 1.470 Dollar an der Curtiss Flying School, da er aufgrund seines Alters und seines Ranges von der Fliegerausbildung der Armee ausgeschlossen war. Im Juli 1916 wurde er zum Major befördert und zum Chef des Flugdienstes der 1. Armee ernannt.

## Erster Weltkrieg
Als die Vereinigten Staaten Deutschland am 6. April 1917 den Krieg erklärten, befand sich Mitchell als Beobachter in Spanien. Er kam am 10. April in Paris an und richtete ein Büro für die Luftfahrtabteilung ein, von dem aus er intensiv mit britischen und französischen Luftwaffenführern wie General Hugh Trenchard zusammenarbeitete und sowohl deren Strategien als auch deren Flugzeuge studierte. Am 24. April unternahm er zusammen mit einem französischen Piloten den ersten Flug eines amerikanischen Offiziers über die deutschen Linien. Schon bald hatte Mitchell genug Erfahrung gesammelt, um mit den Vorbereitungen für amerikanische Luftoperationen zu beginnen. Mitchell erwarb sich schnell den Ruf eines wagemutigen, extravaganten und unermüdlichen Anführers. Im Mai wurde er zum Oberstleutnant befördert. Am 10. Oktober 1917 wurde er vorübergehend zum Oberst befördert.
Während der Schlacht von St. Mihiel im Ersten Weltkrieg kommandierte er 1481 Flugzeuge, darunter auch Staffeln der Franzosen, Briten und Italiener, bei der größten Luftoperation des Ersten Weltkrieges. Man setzte 701 Jagdflugzeuge, 366 Aufklärungsflugzeuge, 323 Tagbomber und 91 Nachtbomber ein. Sie erzwangen die völlige Luftüberlegenheit und griffen massiv in die Bodenkämpfe ein. Am 14. Oktober 1918 wurde er in den vorläufigen Rang eines Brigadegenerals erhoben und befehligte alle amerikanischen Luftkampfeinheiten in Frankreich. Er beendete den Krieg als Chief of Air Service und Chief Group of Armies. Er wurde als einer der besten amerikanischen Kampfflieger des Krieges anerkannt, neben Assen wie seinem guten Freund Eddie Rickenbacker, und war damals wahrscheinlich der bekannteste Amerikaner in Europa. Er wurde mit dem Distinguished Service Cross, der Distinguished Service Medal, der World War I Victory Medal mit acht Kampagnenspangen und mehreren ausländischen Orden ausgezeichnet. Trotz seiner hervorragenden Führungsqualitäten und seiner ausgezeichneten Kampferfahrungen verärgerte er viele seiner Vorgesetzten während und nach seinem 18-monatigen Einsatz in Frankreich.

Mitchell 1919

## Kampf um Bedeutung und Aufbau einer Luftwaffe
Mitchell kehrte im Januar 1919 in die Vereinigten Staaten zurück. In der gesamten Luftwaffe war erwartet worden, dass er nach dem Krieg den Posten des Direktors der Luftwaffe erhalten würde. Stattdessen musste er bei seiner Rückkehr feststellen, dass Generalmajor Charles T. Menoher, ein Artillerist, auf Empfehlung seines Klassenkameraden General John J. Pershing zum Direktor ernannt worden war, um die operative Kontrolle der Luftfahrt durch die Bodentruppen aufrechtzuerhalten. Mitchell wurde am 28. Februar 1919 zum Director of Military Aeronautics ernannt, um die fliegende Komponente des Air Service zu leiten, aber dieses Amt hatte nur dem Namen nach Bestand, da es sich um eine Kriegsbehörde handelte, die sechs Monate nach der Unterzeichnung eines Friedensvertrags auslaufen würde. Menoher leitete eine Reorganisation des Air Service ein, die auf dem Divisionssystem der Army basierte und den Director of Military Aeronautics  als Organisation abschaffte, und Mitchell wurde im April 1919 als dritter stellvertretender Leiter mit der Leitung der Training and Operations Group, Office of Director of Air Service, beauftragt. Er behielt seinen vorübergehenden Kriegsrang eines Brigadegenerals bis zum 18. Juni 1920, als er zum Oberstleutnant des Signal Corps im aktiven Dienst im Dienstgrad herabgesetzt wurde (Menoher wurde mit demselben Befehl zum Brigadegeneral).
Als die Army am 4. Juni 1920 vom Kongress reorganisiert wurde, wurde der Air Service als dritte Kampftruppe hinter der Infanterie und der Artillerie anerkannt. Am 1. Juli 1920 wurde Mitchell zum Oberst im Signal Corps der Regular Army befördert, erhielt aber am 16. Juli (ebenso wie Menoher) eine Ernennung zum Assistant Chief of Air Service mit dem Rang eines Brigadegenerals. Am 30. Juli 1920 wurde er versetzt und mit Wirkung vom 1. Juli zum Oberst der Luftwaffe befördert, womit er in der Rangfolge aller Offiziere der Luftwaffe an erster Stelle stand. Am 4. März 1921 wurde Mitchell vom neuen Präsidenten Warren G. Harding mit Zustimmung des Senats zum Assistant Chief of Air Service ernannt. Am 27. April wurde Mitchell rückwirkend zum 2. Juli 1920 zum Brigadegeneral ernannt.
Mitchell teilte nicht die allgemeine Überzeugung, dass der Erste Weltkrieg der Krieg sein würde, der den Krieg beendet. „Wenn eine Nation, die nach universeller Eroberung strebt, in einem zukünftigen Krieg einen fliegenden Start hinlegt“, so Mitchell, „kann sie die ganze Welt leichter kontrollieren, als eine Nation in der Vergangenheit einen Kontinent kontrolliert hat“. Er kehrte aus Europa mit der festen Überzeugung zurück, dass die Luftmacht in naher Zukunft, möglicherweise innerhalb von zehn Jahren, zur vorherrschenden Kriegskraft werden würde und dass sie vollständig in einer unabhängigen Luftwaffe vereint werden sollte, die dem Heer und der Marine gleichgestellt sei. Er fand Ermutigung in einer Reihe von Gesetzesentwürfen im Kongress, die ein Luftfahrtministerium vorschlugen und eine von Heer und Marine getrennte Luftwaffe umfasste. Vor allem in den Gesetzgebungsvorschlägen, die im August 1919 gleichzeitig von Senator Harry New aus Indiana und dem Abgeordneten Charles F. Curry aus Kalifornien eingebracht wurde, beeinflusst durch die Empfehlungen einer Anfang 1919 unter der Leitung des stellvertretenden Kriegsministers Benedict Crowell nach Europa entsandten Untersuchungskommission, die den Erkenntnissen der Armeeausschüsse widersprach und eine unabhängige Luftwaffe befürwortete.
Seine Beziehungen zu den Vorgesetzten verschlechterten sich weiter, als er begann, sowohl das Kriegs- als auch das Marineministerium zu kritisieren, weil sie in Bezug auf die Luftwaffe nicht weitsichtig genug waren. Er setzte sich für die Entwicklung einer Reihe von Flugzeuginnovationen ein, darunter Bombenvisiere, Schlittenfahrwerke für Wintereinsätze, Triebwerkskompressoren und Lufttorpedos. Er ordnete den Einsatz von Flugzeugen bei der Bekämpfung von Waldbränden und bei Grenzpatrouillen an. Er regte auch die Durchführung eines transkontinentalen Luftrennens an. Außerdem ermutigte er die Piloten der Armee, Flugrekorde in Bezug auf Geschwindigkeit, Ausdauer und Höhe aufzustellen. Kurzum, er förderte alles, was den Einsatz von Flugzeugen weiterentwickeln und die Luftfahrt in den Nachrichten halten würde.

## Projekt B
Mitchell war der Ansicht, dass der Einsatz schwimmender Stützpunkte notwendig war, um die Nation gegen die Bedrohung durch eine feindliche Marine zu verteidigen, aber der Chief of Naval Operations, Admiral William S. Benson, hatte die Naval Aeronautics als Organisation Anfang 1919 aufgelöst. Eine Entscheidung, die später vom stellvertretenden Marineminister Franklin D. Roosevelt aufgehoben wurde. Hochrangige Marineflieger befürchteten jedoch, dass die landgestützten Flieger einer vereinigten unabhängigen Luftwaffe die Anforderungen der seegestützten Luftfahrt ebenso wenig verstehen würden wie die Befehlshaber der Bodentruppen die Fähigkeiten und das Potenzial der Luftwaffe, und wehrten sich energisch gegen ein Bündnis mit Mitchell. Die zivile Führung der Marine war ebenfalls dagegen, wenn auch aus anderen Gründen. Am 3. April traf Mitchell mit Roosevelt und einem Admiralsrat zusammen, um die Luftfahrt zu erörtern, und Mitchell drängte auf die Entwicklung der Marinefliegerei, da die Überwasserflotte zunehmend veraltete. Seine Beteuerungen, dass die Luftwaffe jede Bombe entwickeln könne, die nötig sei, um ein Schlachtschiff zu versenken, und dass eine nationale Verteidigungsorganisation mit Land-, See- und Luftkomponenten unerlässlich und unvermeidlich sei, stießen auf kühle Ablehnung. Mitchell wurde von Roosevelt öffentlich als „verderblich“ bezeichnet. In der Überzeugung, dass die strategische Bombardierung aus der Luft innerhalb von zehn Jahren zu einer Bedrohung für die Vereinigten Staaten werden und den Air Service anstelle der Marine zur ersten Verteidigungslinie der Nation machen würde. Er wollte beweisen, dass Flugzeuge in der Lage waren, Schiffe zu versenken, um seine Position zu untermauern. Mitchell war besorgt, dass der Bau von Schlachtschiffen der militärischen Luftfahrt wertvolle Verteidigungsgelder entziehen würde. Er war davon überzeugt, dass eine Flotte von Flugzeugen zur Schiffsabwehr eine Küste wirtschaftlicher verteidigen konnte als eine Kombination aus Küstengeschützen und Marineschiffen. Tausend Bomber könnten zu den gleichen Kosten wie ein Schlachtschiff gebaut werden und dieses Schlachtschiff versenken. Mitchell erzürnte die Marine mit der Behauptung, er könne Schiffe unter Kriegsbedingungen versenken, und prahlte damit, dass er dies beweisen könne, wenn es ihm gestattet würde, erbeutete deutsche Schlachtschiffe zu bombardieren.
Die Marine stimmte der Demonstration nur widerwillig zu, nachdem Nachrichten über ihre eigenen Luftangriffs-Tests auf Schiffe durchgesickert waren. Um Mitchell entgegenzuwirken, hatte die Marine am 1. November 1920 das alte Schlachtschiff Indiana in der Nähe von Tanger Island in Virginia mit ihren eigenen Flugzeugen versenkt. Marineminister Josephus Daniels hatte gehofft, Mitchell mit der Veröffentlichung eines von Captain William D. Leahy verfassten Berichts über die Ergebnisse aus dem Weg zu räumen, in dem es hieß: „Das gesamte Experiment wies darauf hin, dass es unwahrscheinlich ist, dass ein modernes Schlachtschiff durch Luftbomben entweder zerstört oder vollständig außer Gefecht gesetzt werden kann.“ Als die New York Tribune enthüllte, dass die Tests der Marine mit Sandbombenattrappen durchgeführt worden waren und das Schiff in Wirklichkeit mit Hilfe von auf dem Schiff platziertem Sprengstoff versenkt wurde, brachte der US-Kongress zwei Resolutionen ein, die auf neue Tests drängten und die Marineleitung in die Enge trieben.
Bei den Vorbereitungen für die neuen Tests sollte eine Nachrichtensperre verhängt werden, bis alle Daten ausgewertet waren, erst dann sollte der offizielle Nachrichtenbericht veröffentlicht werden. Der Chef des Luftwaffenkorps versuchte, Mitchell eine Woche vor Beginn der Tests zu entlassen und reagierte damit auf Beschwerden der Navy über Mitchells Kritik, doch der neue Kriegsminister John W. Weeks lenkte ein, als sich herausstellte, dass Mitchell in der Öffentlichkeit und den Medien breite Unterstützung fand. Im Februar 1921 vereinbarten Kriegsminister Newton Baker und Marineminister Daniels auf Drängen von Mitchell, der seine Theorien über die Zerstörung von Schiffen durch Luftangriffe testen wollte, eine Reihe gemeinsamer Übungen von Armee und Marine, die als Projekt B bezeichnet wurden und in jenem Sommer stattfinden sollten, bei denen überzählige US-Schiffe und an die USA als Reparation ausgelieferten deutschen Schiffe als Ziele eingesetzt werden konnten.
Am 1. Mai 1921 stellte Mitchell auf Langley Air Force Base die 1. provisorische Luftbrigade mit 125 Flugzeugen und 1.000 Mann zusammen. Am 27. Mai 1921 begann er mit der Ausbildung in Anti-Schiff-Bombentechniken. Alexander Sewerski, ein erfahrener russischer Pilot, der im Ersten Weltkrieg deutsche Schiffe bombardiert hatte, schlug vor, die Bomber nahe an die Schiffe heranzufliegen, damit der sich ausdehnende Wasserdruck der Unterwasserexplosionen die Rumpfplatten eindrücken und abtrennen würde. Weitere Gespräche mit Kapitän Alfred Wilkinson Johnson, Befehlshaber der Marineluftwaffe der US-Atlantikflotte an Bord der USS Shawmut, bestätigten, dass Beinahe-Treffer mehr Schaden anrichten würden als Volltreffer; Beinahe-Treffer würden unter Wasser eine erschütternde Wirkung auf den Schiffsrumpf haben.
Die Marine und die Luftwaffe waren sich in Bezug auf die Tests uneinig. Mit Unterstützung von General Pershing legte die Marine Regeln und Bedingungen fest, die die Überlebensfähigkeit der Ziele verbesserten, da der Zweck der Tests darin bestand, festzustellen wie viel Schaden Schiffe aushalten konnten. Die Schiffe mussten in einer Wassertiefe von mindestens 100 Faden (182,88 m) versenkt werden (damit sie keine Gefahr für die Schifffahrt darstellten), und die Navy wählte ein Gebiet 80 km vor der Mündung der Chesapeake Bay und nicht eines der beiden möglichen näheren Gebiete, um die effektive Zeit, die die Bomber der Army im Zielgebiet haben würden, zu minimieren. Die Flugzeuge durften keine Lufttorpedos einsetzen, durften mit ihren schwersten Bomben nur zwei Treffer auf dem Schlachtschiff landen und mussten zwischen den Treffern eine Pause einlegen, damit eine Schadensermittlungsgruppe an Bord gehen konnte. Kleinere Schiffe durften nicht mit Bomben getroffen werden, die schwerer als 600 Pfund waren, und mussten die gleichen Angriffspausen einlegen.
Mitchell hielt sich bei den Tests am 21. Juni, 13. Juli und 18. Juli an die Beschränkungen der Navy und versenkte in Zusammenarbeit mit Navy-Flugzeugen erfolgreich den ehemaligen deutschen Zerstörer G 102 und den ehemaligen deutschen Kleinen Kreuzer Frankfurt. Bei jeder dieser Vorführungen wurden die Schiffe zunächst von SE-5-Jägern angegriffen, die die Decks der Schiffe mit 25-Pfund-Antipersonenbomben beschossen, um die Unterdrückung des Flugabwehrfeuers zu simulieren, gefolgt von Angriffen durch zweimotorige Martin MB-1 Bomber, die hochexplosive Zerstörungsbomben einsetzten. Mitchell beobachtete die Angriffe von einem Flugzeug aus.

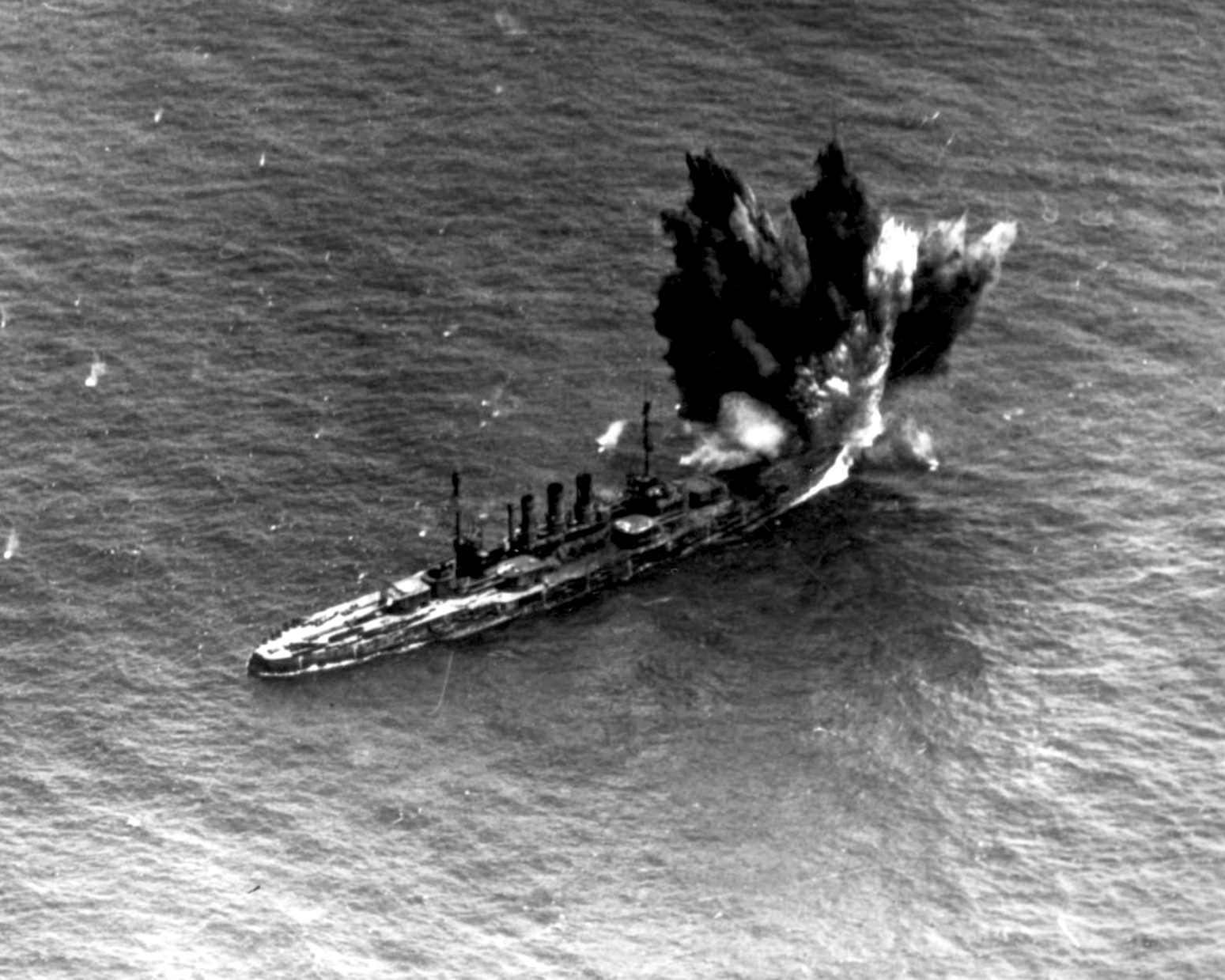
Bombennahtreffer bei der Ostfriesland am 21. Juli 1921

Am 20. Juli 1921 wurde die Ostfriesland von Flugzeugen der Navy, des Marine Corps und der Army mit 100-, 250- und 270-kg-Bomben angegriffen. Danach hatte die Ostfriesland eine Schlagseite von fünf Grad nach Backbord drei Fuß über das Heck und sie nahm Wasser auf. Weitere Bombenangriffe wurden um einen Tag verschoben, wobei die Marine behauptete, dass ihr Beobachtergremium wegen des rauen Seegangs nicht an Bord gehen konnte, und die Luftwaffe entgegnete, dass sie, als sich die Army-Bomber näherten, den Befehl erhalten hatten, nicht anzugreifen. Mitchells Bomber waren während des Angriffsversuchs gezwungen, 47 Minuten lang zu kreisen, was dazu führte, dass sie nur die Hälfte ihrer Bomben und keine ihrer großen Bomben abwarfen.
Am Morgen des 21. Juli warfen fünf Martin MB-1-Bomber nach einem streng abgestimmten Angriffsplan jeweils eine 500-kg-Bombe ab und erzielten drei Volltreffer. Die Navy stoppte weitere Abwürfe, obwohl die Army-Bomber noch neun Bomben hatten, um den Schaden zu beurteilen. Bis zum Mittag hatte sich die Ostfriesland am Heck um zwei Fuß und am Bug um einen Fuß gesenkt. Nachmittags wurde eine Bomberstaffel, bestehend aus zwei Handley Page Type O und sechs Martin MB-1-Bombern, die mit 910-kg-Bomben beladen waren, losgeschickt. Zwischen 12:18 Uhr und 12:31 Uhr warf man sechs Bomben in schneller Folge ab. Die Bomben zielten auf das Wasser in der Nähe des Schiffes. Mitchell beschrieb den Angriff: "Vier Bomben schlugen in rascher Folge dicht neben der Ostfriesland ein. Es gab keine direkten Treffer, aber mindestens drei der Bomben landeten nahe genug, um die Rumpfplatten zu zerreißen und das Schiff zum Umkippen zu bringen. Das Schiff sank um 12:40 Uhr, 22 Minuten nach der ersten Bombe, mit einer siebten Bombe, die von der Handley Page auf den vom sinkenden Schiff aufsteigenden Schaum abgeworfen wurde. In der Nähe des Schauplatzes befanden sich verschiedene ausländische und einheimische Offiziere an Bord der USS Henderson und beobachteten das Geschehen.
Obwohl Mitchell die Kriegsbedingungen hervorgehoben hatte, fanden die Tests unter statischen Bedingungen statt. Untersuchungen der Marine am Wrack der Ostfriesland zeigten, dass das Schiff nur geringe Schäden an der Oberseite durch Bomben erlitten hatte und durch fortschreitende Überflutung gesunken war, die durch eine schnell handelnde Schadenskontrollgruppe an Bord des Schiffes hätte eingedämmt werden können. Mitchell nutzte den Untergang für seine eigenen Werbezwecke, obwohl seine Ergebnisse von Armeegeneral John J. Pershing, der hoffte, die Beziehungen zwischen Armee und Marine zu verbessern, in der Öffentlichkeit heruntergespielt wurden. Die Wirksamkeit der Tests ist bis heute umstritten.
Die Tatsache, dass das Schlachtschiff versenkt wurde, war unbestreitbar. Mitchell wiederholte die Schiffsversenkungen gegen Schlachtschiffe zweimal in Tests, die im September 1921 mit ähnlichen Ergebnissen mit dem amerikanischen Schlachtschiff USS Alabama (BB-8) und im September 1923 mit den Schlachtschiffen USS Virginia (BB-13) und USS New Jersey (BB-16) durchgeführt wurden. Die beiden letztgenannten Schiffe wurden zuerst Tränengasangriffen ausgesetzt und mit speziell entwickelten 2.000-kg-Sprengbomben getroffen.
Mitchell Tests waren die ersten Tests mit Bombenabwürfen auf große Kriegsschiffe überhaupt. Die Auswirkungen auf den Seekrieg wurden aber von der Politik und der militärischen Führung nicht begriffen, wodurch Mitchell mit ihnen erneut in Konflikt geriet.
Die Bombentests hatten mehrere unmittelbare und turbulente Folgen. Fast sofort waren die Marine und Präsident Harding über diese offensichtliche Demonstration der Verwundbarkeit von Schlachtschiffen verärgert, kurz nachdem Harding am 10. Juli Einladungen an andere Seemächte ausgesprochen hatte, sich in Washington zu einer Konferenz über die Begrenzung der Seerüstung zu treffen. Äußerungen von Abrüstungsbefürwortern im Kongress wie Senator William Borah, die Schlachtschiffe für überflüssig erklärten, verstärkten die offizielle Besorgnis. Beide Dienststellen versuchten, die Ergebnisse zu entschärfen, indem sie Berichte des Gemeinsamen Ausschusses und von General Pershing vorlegten, in denen Mitchells Behauptungen zurückgewiesen und sein Bericht unterdrückt wurde. Mitchells Bericht gelangte jedoch an die Presse.
Im September erzwang General Charles T. Menoher eine Auseinandersetzung mit Mitchell, als die Bombentests fortgesetzt wurden. Menoher konfrontierte Kriegsminister Weeks und verlangte, dass Weeks Mitchell entweder als Assistant Chief of Air Corps ablösen oder zurücktreten solle. Am 4. Oktober erlaubte Weeks Menoher, „aus persönlichen Gründen“ zurückzutreten und zu den Bodentruppen zurückzukehren. Ein entsprechendes Rücktrittsangebot von Mitchell wurde abgelehnt.
Generalmajor Mason Patrick wurde von Pershing ausgewählt, um das Chaos im Air Service zu beseitigen und wurde am 5. Oktober zum neuen Chef ernannt. Patrick machte Mitchell klar, dass er zwar Mitchells Fachwissen als Berater akzeptieren würde, dass aber alle Entscheidungen von ihm getroffen werden würden. Als Mitchell zu Beginn der Konferenz zur Begrenzung der Marinerüstung in einen kleinen, aber peinlichen protokollarischen Streit mit Konteradmiral William A. Moffett geriet, beauftragte Patrick ihn mit einer Inspektionsreise durch Europa.

Der Verlust großer, moderner Schlachtschiffe wie der Prince of Wales zu Beginn des Zweiten Weltkriegs war ein Schock. Douglas MacArthur kommentierte: 

„Sir Tom ging mit der Prince of Wales unter und mit ihm eine ganze Ära. Niemals wieder wurden große Schiffe ohne Luftunterstützung in feindliche Gewässer geschickt; Billy Mitchell hatte recht.“

## Einsatz bei Unruhen in West Virginia
Mitchell wurde von Präsident Harding nach West Virginia entsandt, um die Unruhen zu beenden, die nach dem Matewan-Massaker zwischen den United Mine Workers, der Stone Mountain Coal Company, der Baldwin-Felts Detective Agency und anderen Gruppen ausgebrochen war. Bergarbeiter, die über die Ermordung des Polizeichefs von Matewan aus dem Hinterhalt durch Agenten der Kohlegesellschaft empört waren, marschierten auf Mingo und Logan County, was zur Schlacht am Blair Mountain vom 25. August bis 2. September 1921 führte. Am 26. August befahl Mitchell Armee-Bomber von Maryland nach Charleston in West Virginia. Mitchell teilte der Presse mit, dass allein die Armeebomber die Unruhen beenden könnten, indem sie Tränengas auf die Bergleute abwerfen würden. Eine 3.000 Mann starke Privatarmee unter der Führung von Sheriff Don Chafin, die von der Coal Operators Association finanziert wurde, lieferte sich Feuergefechte und warf mit Privatflugzeugen Dynamitladungen und aus dem Ersten Weltkrieg stammende Gas- und Sprengbomben gegen schätzungsweise 13.000 Bergleute ab. Keine der beiden Seiten reagierte auf die Proklamation von Präsident Harding vom 30. August, die Feindseligkeiten einzustellen. In den letzten Tagen der Unruhen flogen Mitchells Bomber mehrere Aufklärungsflüge, beteiligten sich aber nicht an Kampfhandlungen; ein Bomber stürzte auf dem Rückflug ab, wobei drei Besatzungsmitglieder ums Leben kamen. Am 3. September löste sich Chafins Truppe, umringt von 2.000 Armeeangehörigen, auf, und die meisten Bergleute gingen nach Hause, obwohl sich einige der Armee ergaben. Später führte Mitchell den „Mingo-Krieg“ als Beispiel für das Potenzial der Luftwaffe bei zivilen Unruhen an.

## Vorhersage eines Angriffs auf Pearl Harbor
1922 lernte Mitchell während seines Europa-Aufenthalts für General Patrick den italienischen Luftwaffentheoretiker Giulio Douhet kennen, und bald darauf begann eine auszugsweise Übersetzung von Douhets Buch The Command of the Air im Air Service zu kursieren. 1924 schickte ihn General Patrick erneut auf eine Inspektionsreise, diesmal nach Hawaii und Asien, um ihn aus den Schlagzeilen zu bringen. Mitchell kam mit einem 324-seitigen Bericht zurück, in dem er einen künftigen Krieg mit Japan vorhersagte, einschließlich des Angriffs auf Pearl Harbor. Bemerkenswert ist, dass Mitchell den Wert von Flugzeugträgern bei einem Angriff auf die Hawaii-Inseln falsch einschätzte, da er sie für wenig nützlich hielt, weil sie weder auf hoher See effektiv operieren noch genügend Flugzeuge auf einmal in die Luft bringen könnten, um eine konzentrierte Operation zu gewährleisten. Stattdessen glaubte Mitchell, dass ein Überraschungsangriff auf die Hawaii-Inseln von landgestützten Flugzeugen durchgeführt werden würde, die von Inseln im Pazifik aus operierten.  Sein Bericht, der 1925 als Buch Winged Defense (Geflügelte Verteidigung) veröffentlicht wurde, prophezeite weitreichende Vorteile einer Investition in die Luftwaffe, da er davon überzeugt war, dass diese sowohl zu dieser Zeit als auch in Zukunft ein dominierender Faktor in der Entwicklung der Welt sein würde, sowohl für die nationale Verteidigung als auch für den wirtschaftlichen Nutzen. Winged Defense wurde zwischen August 1925 und Januar 1926, also in den Monaten um die Veröffentlichung des Kriegsgerichts, nur 4.500 mal verkauft, so dass Mitchell kein großes Publikum erreichte.

## Anklage vor Militärgericht

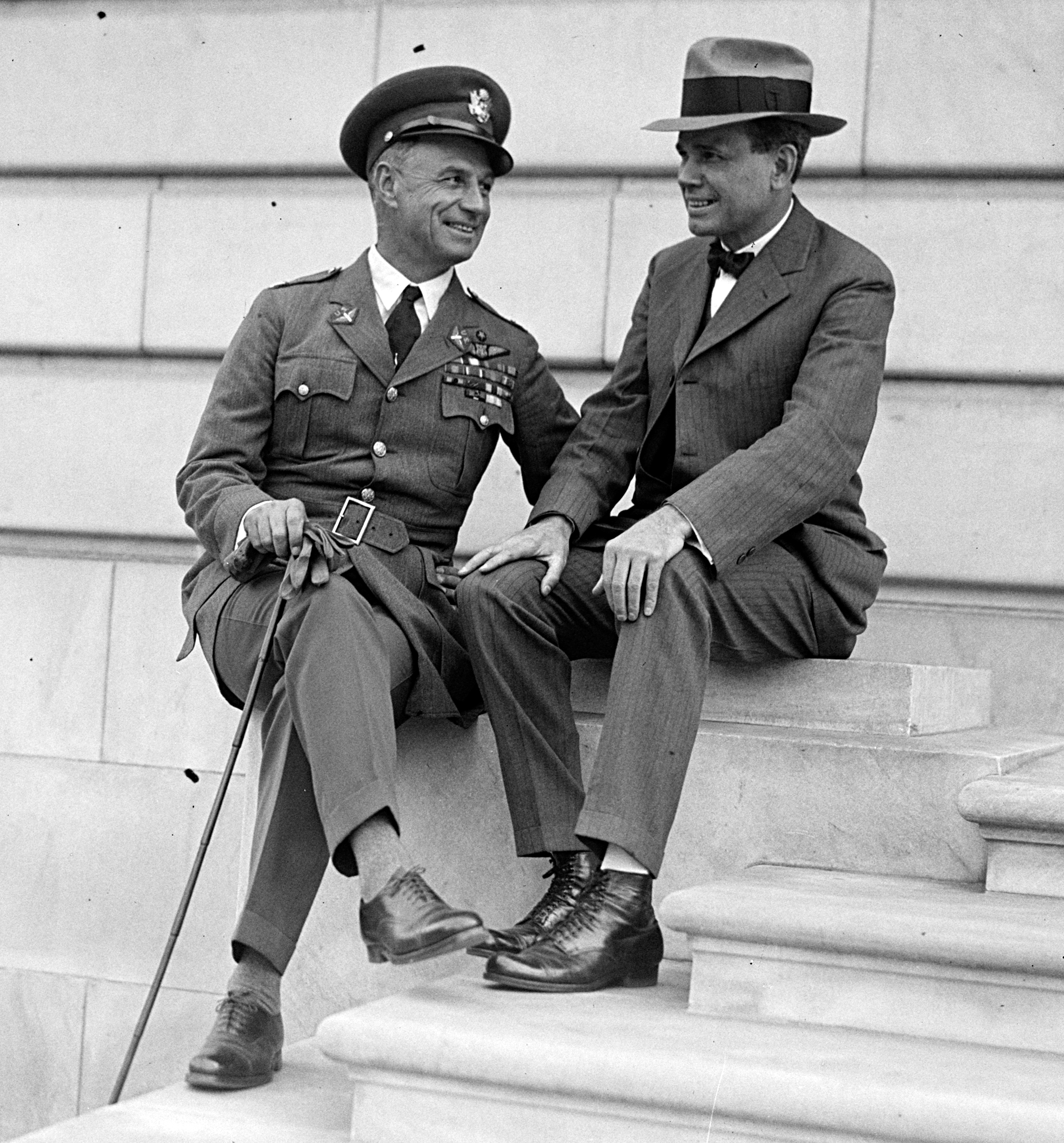
Billy Mitchell 1925 mit seinem Anwalt Frank R. Reid

Mitchell hatte Schwierigkeiten innerhalb der Armee, insbesondere mit seinen Vorgesetzten, als er vor dem Lampert Committee des US-Repräsentantenhauses auftrat und die Führung der Armee und der Navy scharf kritisierte. Das Kriegsministerium hatte einen Vorschlag zur Einrichtung eines General Headquarters Air Force als Mittel zur Modernisierung und Erweiterung des Air Service befürwortet, der durch gemeinsame Mittel für die Luftfahrt mit der Navy finanziert werden sollte. Der Plan wurde aber auf Eis gelegt, als die Navy sich weigerte mitzumachen, was Mitchell erzürnte.
Im März 1925, als Mitchells Amtszeit als Assistant Chief of the Air Service auslief, wurde er wieder in seinen ständigen Rang eines Oberst zurückversetzt und nach San Antonio als Luftwaffenoffizier des Eighth Corps Area versetzt. Obwohl solche Degradierungen bei Demobilisierungen nicht unüblich waren, wurde die Versetzung weithin als Bestrafung und Verbannung angesehen, da Mitchell darum gebeten hatte, nach Ablauf seiner Amtszeit als Assistant Chief zu bleiben, und seine Versetzung zu einer Aufgabe ohne politischen Einfluss an einem relativ unwichtigen Armeestützpunkt von Kriegsminister John Weeks angeordnet worden war.
Als Reaktion auf den Absturz des ersten mit Helium gefüllten Starrluftschiffs USS Shenandoah in einem Sturm im September 1925, bei dem 14 Besatzungsmitglieder ums Leben kamen, und den Verlust von drei Wasserflugzeugen auf einem Flug von der Westküste nach Hawaii, gab Mitchell eine Erklärung ab, in der er hochrangige Führungskräfte in der Armee und der Marine der Inkompetenz und der „fast verräterischen Verwaltung der nationalen Verteidigung“ beschuldigte.
Im Oktober 1925 wurde auf direkten Befehl von Präsident Calvin Coolidge eine Anklage mit acht Punkten gegen Mitchell erhoben, in der ihm ein Verstoß gegen den 96. Kriegsartikel vorgeworfen wurde, einen Sammelartikel, den Mitchells oberster Rechtsbeistand, der Kongressabgeordnete Frank Reid, als Verstoß gegen die Meinungsfreiheit für verfassungswidrig erklärte. Das Militärgericht unter dem Vorsitz von Charles P. Summerall begann Anfang November und dauerte sieben Wochen. Keiner der Generäle, die über Mitchell urteilten, hatte Erfahrung in der Luftfahrt. Der Prozess stieß auf großes Interesse und die öffentliche Meinung unterstützte Mitchell.
Das Gericht befand die Wahrheit oder Unwahrheit von Mitchells Anschuldigungen als unerheblich für die Anklage und befand ihn am 17. Dezember 1925 in allen Punkten in Bezug auf die Anklage für schuldig. Das Gericht suspendierte ihn für fünf Jahre vom aktiven Dienst ohne Sold, was Präsident Coolidge später auf die Hälfte des Soldes reduzierte. In der Urteilsbegründung der Generäle hieß es: Das Gericht ist aufgrund der militärischen Verdienste des Angeklagten während des Weltkriegs nachsichtig.
1958 beantragte Mitchells Sohn beim Air Force Board for Correction of Military Records, die Verurteilung seines Vaters aufzuheben. Das Gremium empfahl, die Verurteilung aufzuheben, doch USAF-Sekretär James H. Douglas Jr. lehnte dies mit der Begründung ab, dass Mitchells Ansichten über die Luftwaffe zwar „bestätigt“ worden seien, dies aber „keinen Einfluss auf die Angemessenheit oder Unangemessenheit“ von Mitchells aufmüpfigem Verhalten habe.

## Nach Rücktritt
Mitchell trat stattdessen am 1. Februar 1926 zurück und verbrachte das nächste Jahrzehnt damit zu schreiben und allen, die es hören wollten, von der Luftwaffe zu predigen. Sein Ausscheiden aus dem Dienst schränkte jedoch seine Fähigkeit, die Militärpolitik und die öffentliche Meinung zu beeinflussen, stark ein.
Mitchell sah die Wahl seines einstigen Widersachers Franklin D. Roosevelt als vorteilhaft für die Luftwaffe an und traf sich Anfang 1932 mit ihm, um ihn über seine Konzepte für eine Vereinheitlichung des Militärs in einem Verteidigungsministerium zu informieren. Seine Ideen faszinierten und interessierten Roosevelt. Mitchell glaubte, dass er in einer Roosevelt-Regierung eine Ernennung zum stellvertretenden Kriegsminister für Luftstreitkräfte oder vielleicht sogar zum Kriegsminister erhalten würde, aber keine dieser Hoffnungen erfüllte sich.

## Privatleben

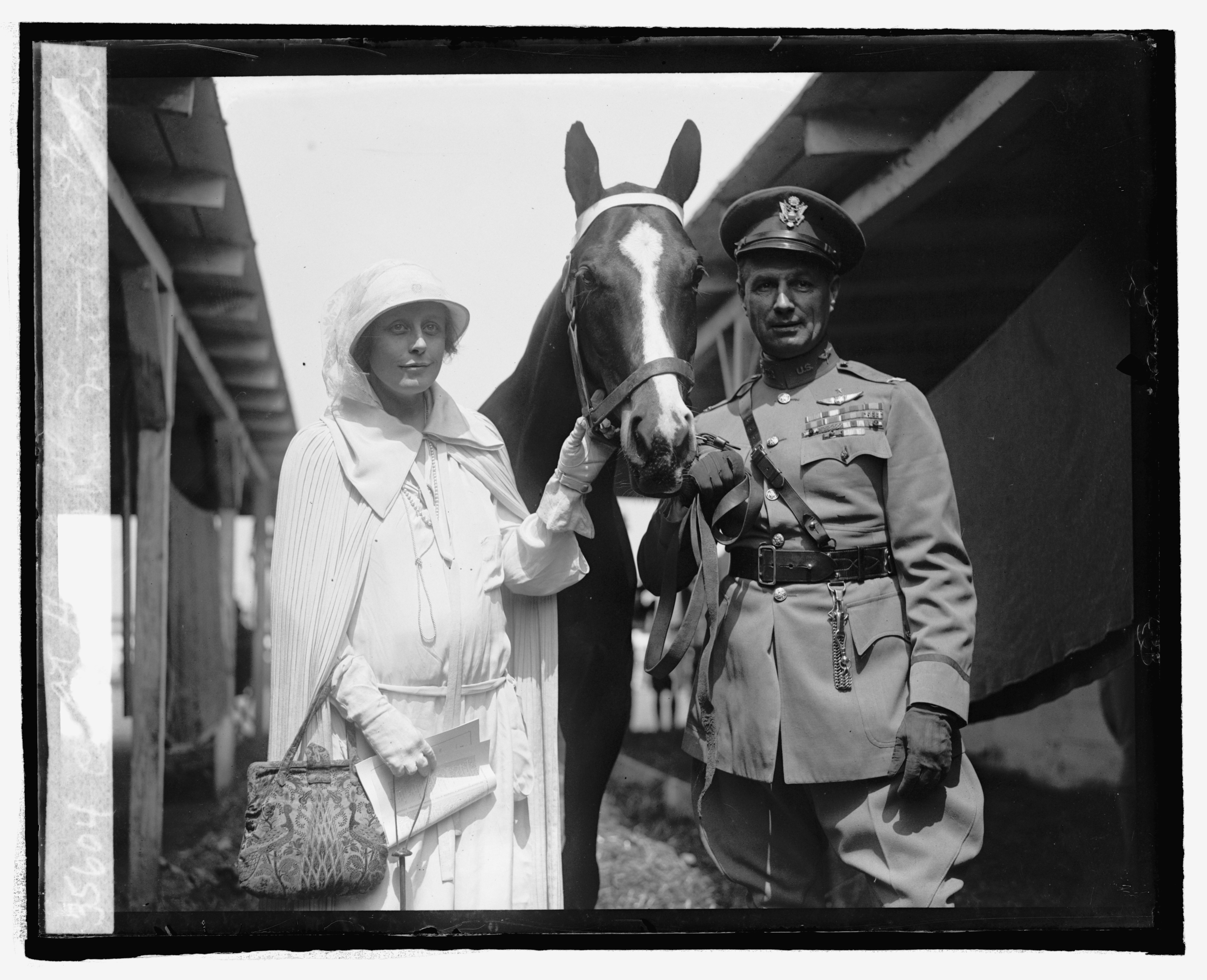
Mitchell 1925 mit seiner zweiten Ehefrau Elizabeth bei einer Horse Show

Mitchell heiratete seine erste Frau Caroline Stoddard am 2. Dezember 1903. Sie hatten die drei Kinder Harriet, Elizabeth und John Lendrum III. Obwohl die Ehe anfangs glücklich war, wurde sein Verhalten immer unberechenbarer, was vor allem auf seinen starken Alkoholkonsum zurückzuführen war. Die beiden führten eine bittere Scheidung durch, die mit Anschuldigungen auf beiden Seiten gespickt war und am 22. September 1922 abgeschlossen wurde. Am 27. September entschied der Richter nach einer Gerichtsverhandlung in Milwaukee zu Carolines Gunsten. Anwälte von Caroline und Biographen berichteten, dass die Eheprobleme von Billy Mitchell verursacht wurden, der so unberechenbar wurde, dass seine Frau sogar erwog, ihn in die Psychiatrie zu schicken. Caroline erhielt das Sorgerecht für die Kinder und Unterhaltszahlungen, darunter 400,00 Dollar pro Monat.
Ein Jahr später, am 11. Oktober 1923, heiratete Mitchell seine zweite Frau Elizabeth Trumbull Miller. Sie bekamen die zwei Kinder Lucy und William Jr. 1926 zog Mitchell mit seiner Frau Elizabeth auf die Boxwood Farm in Middleburg, Virginia, die bis zu seinem Tod sein Hauptwohnsitz blieb. Am 19. Februar 1936 starb Mitchell in New York City im Doctors Hospital an den Folgen eines Herzkranzgefäßverschlusses.
Seine letzte Ruhestätte fand er im Grab der Mitchell-Familie auf dem Forest Home Cemetery in Milwaukee.
Seine Schwester Ruth veröffentlichte 1953 Das Buch My Brother Bill über ihren Bruder.

## Auszeichnungen

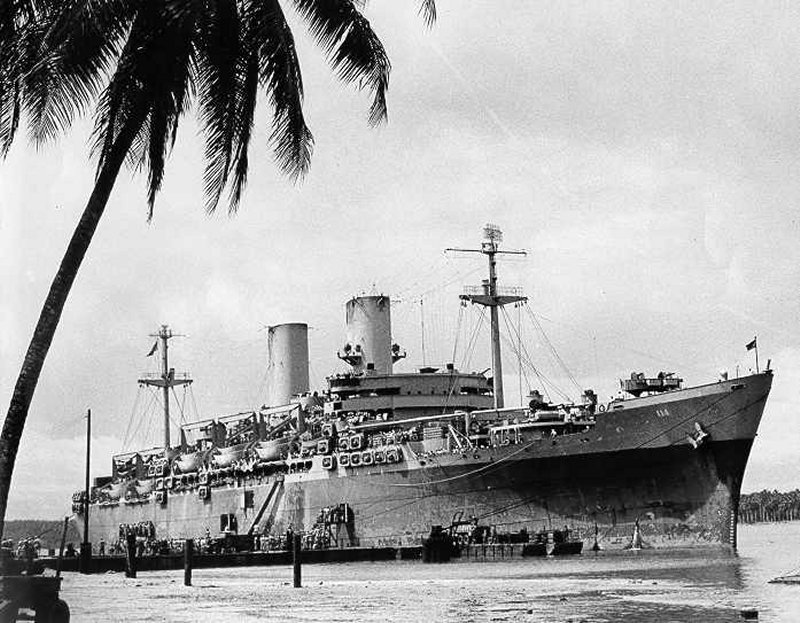
Die General William Mitchell

Mitchell erhielt zahlreiche Auszeichnungen, wie etwa das Distinguished Service Cross und postum 1946 die Congressional Gold Medal auf Vorschlag des verstorbenen Präsidenten Franklin D. Roosevelt. 1944 benannte die US Marine den Truppentransporter General William Mitchell nach ihm. Postum ernannte man ihn 1946 zum Generalmajor. Billy Mitchell ist die einzige Persönlichkeit der USA, nach der ein Kampfflugzeug, die North American B-25 Mitchell, benannt wurde. 1941 benannte man den Milwaukee County Airport in General Mitchell Field um. 1986 erfolgte dann die Umbenennung in Milwaukee Mitchell International Airport. 1955 setzte ihm Hollywood mit der Filmbiografie Verdammt zum Schweigen ein Denkmal, wo Gary Cooper Mitchell verkörperte. 1966 wurde er in die National Aviation Hall of Fame aufgenommen. Der Vulkan Billy Mitchell auf Bougainville ist nach ihm benannt. Die Kadetten der Civil Air Patrol erhalten seit 1964 nach dem erfolgreichen Abschluss der zweiten Phase des Kadettenprogramms den Billy Mitchell Award. 1968 benannte man den Mount Billy Mitchell in den Chugach Mountains nach ihm. 1999 brachte man eine Briefmarke mit dem Porträt von Mitchel heraus. Daneben tragen Gebäude und Einrichtungen seinen Namen.